# Битка код Сентле
Битка код Сентле (шп. Batalla de Centla), вођена 25. марта 1519, прва битка шпанског освајања Мексика. Кортесова експедиција потукла је војску мајанског краљевства Табаско на ушћу реке Грихалва и заузела њихову престоницу, Потончан.

## Историјски извори
Најстарији извори за ову битку јесу хроника О новом свету Пјетра Мартира (писана 1520, а штампана 1530), заснована на извештајима двојице учесника, Историја освајања Мексика коју је написао Кортесов секретар Франсиско Лопез де Гомара (штампана 1552) и Права историја освајања Нове Шпаније (написана 1568, а објављена 1630) Кортесовог пешадинца Бернала Дијаза дел Кастиља, који је учествовао у бици.

## Супротстављене снаге
По Мартиру, Индијанци су били наоружани украшеним штитовима, луковима, великим дрвеним мачевима и дрвеним копљима са врховим ојачаним у ватри. Он наводи број од чак 40.000 индијанских ратника. По Берналу Дијазу, Индијанци су имали и праћке и каменице, а већи део и оклопе, дебеле, чврсто прошивене постављене прслуке од памука, који су сезали до колена.

## Битка
Бернал Дијаз наводи да су се војске судариле на пространој равници обраслој травом, недалеко од градића Сентла, који је био потчињен Потончану. Велики одреди Индијанаца, у збијеним редовима, бесно су навалили на Шпанце са свих страна и засули их пројектилним оружјем. У првом нападу рањено је преко 70 Шпанаца, али Индијанци нису дуго издржали борбу прса у прса са боље наоружаним и оклопљеним Шпанцима. Шпанска пешадија, већином наоружана мачем и штитом, држала се у збијеној формацији и постепено је потискивала нападаче, који су узмицали изван досега мачева и нападали стрелама, копљима и каменицама, док им је са друге стране шпанска артиљерија и стрелци, гађајући из непосредне близине, наносила тешке губитке. Иако су наносили Индијанцима тешке губитке, шпански пешадинци нису успевали да их разбију и натерају у бекство. Битка је трајала читав час, а двојица Шпанаца су погинула, када је битку одлучио долазак шпанских коњаника са Кортесом на челу, који су напали Индијанце с леђа. Појава коњице, у свему само 14 коњаника, изазвала је панику код индијанских ратника и натерала их у бекство, готово без отпора, пошто су први пут видели коње, и поверовали да су коњи и коњаници једно биће. Колико је отпор коњаницима био слаб види се по томе што је 14 коњаника напало и разбило одред од више хиљада ратника, који се више од сата храбро борио са шпанском пешадијом, при чему су рањена само 3 коњаника и 5 коња.

## Последице
По Гомари, град Потончан освојен је пре битке, пошто су га становници напустили током окршаја са Шпанцима приликом искрцавања. По Берналу Дијазу и Мартиру, Потончан је освојен после битке, иако потпуно празан, пошто је сво становништво избегло у шуме. Шпанци су ушли у град и послали заробљене Индијанце да позову све локалне поглавице на преговоре. Након неколико дана, 40 поглавица покорило се Кортесу у Потончану, доневши као данак дарове мале вредности и 20 робиња, међу којима је била и Малинче, каснија госпађа Марина, коју Бернал Дијаз помиње са великим поштовањем. По Кортесовом наређењу, све присутне поглавице признале су власт шпанског краља, у градском храму подигнут је крст и одслужена хришћанска миса. За узврат, становницима Потончана дозвољено је да се врате у своје домове, а име града промењено је у Света Марија од Победе (шп. Santa María de la Victoria).

## У популарној култури
Битка је приказана у првој епизоди шпанске серије Ернан (2021).